# Siêu dữ liệu
Siêu dữ liệu (metadata) là dạng dữ liệu mô tả thông tin chi tiết về dữ liệu. Trong cơ sở dữ liệu, metadata là các sửa đổi dạng biểu diễn khác nhau của các đối tượng trong cơ sở dữ liệu. Trong cơ sở dữ liệu quan hệ thì metadata là các định nghĩa của bảng, cột, cơ sở dữ liệu, view và nhiều đối tượng khác. Trong kho dữ liệu, metadata là dạng định nghĩa dữ liệu như: bảng, cột, một báo cáo, các luật doanh nghiệp hay những quy tắc biến đổi. Metadata bao quát tất cả các phương diện của kho dữ liệu. Trong quản lý tập tin, metadata chứa các thông tin thuộc tính của tập tin đó như: tên tập tin, mô tả tóm tắt, kích cỡ, ngày tạo ra,...
Metadata phải chứa những thông tin:
- Cấu trúc của dữ liệu
- Thuật toán sử dụng để tổng hợp dữ liệu
- Ánh xạ xác định sự tương ứng dữ liệu từ môi trường tác nghiệp sang kho dữ liệu

Metadata là dữ liệu để mô tả dữ liệu. Khi dữ liệu được cung cấp cho người dùng cuối, thông tin metadata sẽ cung cấp những thông tin cho phép họ hiểu rõ hơn bản chất về dữ liệu mà họ đang có. Những thông tin này sẽ giúp cho người dùng có được những quyết định sử dụng đúng đắn và phù hợp về dữ liệu mà họ có.
Tuỳ thuộc vào từng mục đích sử dụng khác nhau, từng loại dữ liệu khác nhau mà cấu trúc và nội dung dữ liệu metadata có thể có những sự khác biệt. Song, nhìn chung sẽ bao gồm một số loại thông tin cơ bản sau:
- Thông tin mô tả về bản thân dữ liệu metadata
- Thông tin về dữ liệu mà metadata mô tả
- Thông tin về cá nhân, tổ chức liên quan đến dữ liệu metadata và dữ liệu